# Studentenfutter

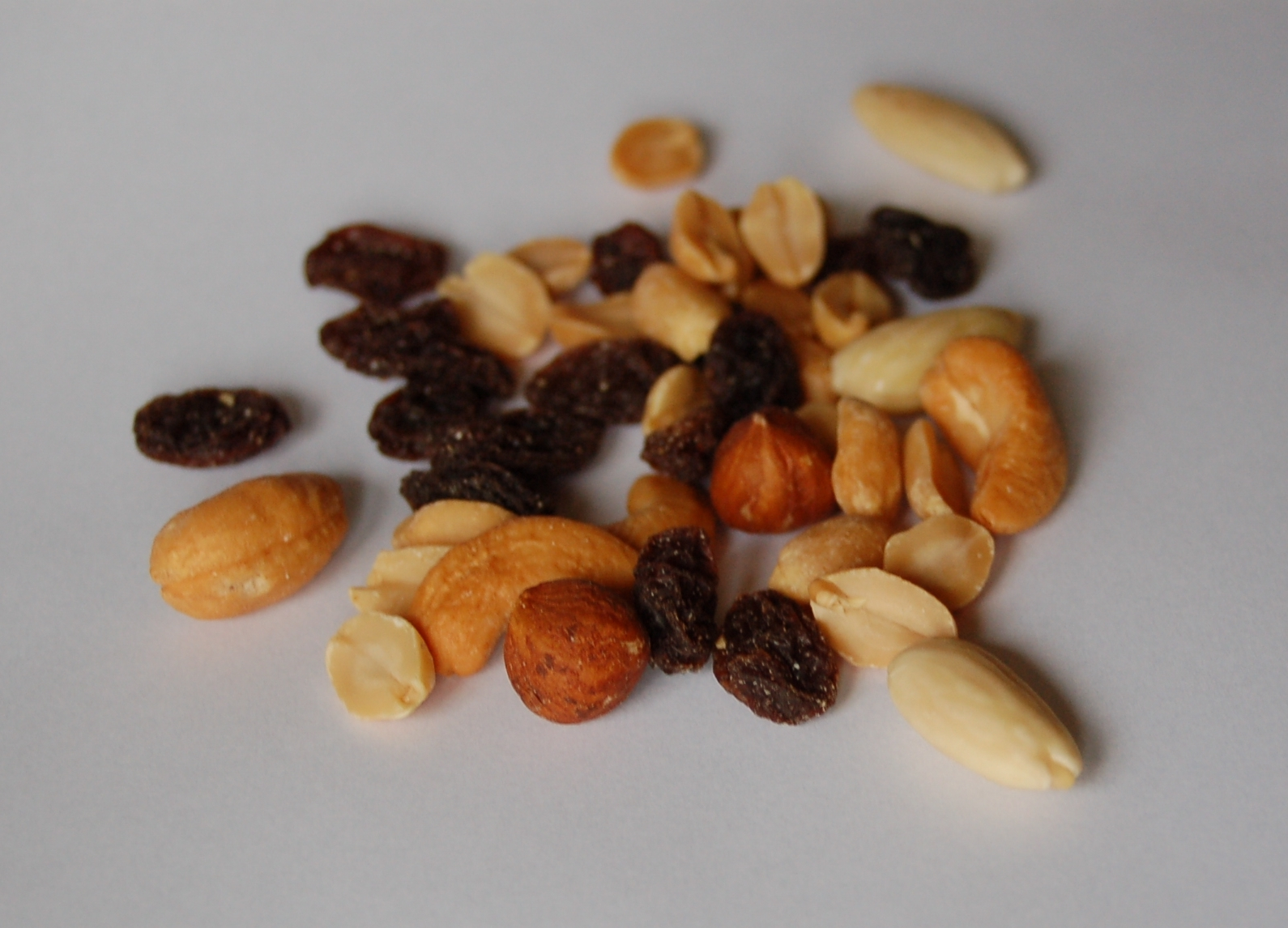
Studentenfutter

Studentenfutter (alimento de estudiantes) o Studentenhaber (avena de estudiantes), Pfaffenfutter (alimento de curas), en Suiza conocido como Tutti-Frutti, es un término de origen alemán que se remonta al siglo XVII que hace referencia a un aperitivo consistente en una mezcla de frutos secos. Originalmente consistía en una mezcla de pasas y almendras. Más tarde se introdujeron otros frutos secos, como los anacardos, cacahuetes, nueces y nueces de Brasil, o avellanas. Los frutos secos pueden salarse, tostarse, cocinarse o sancocharse.
Esta «golosina de alumnos de secundaria y becarios alemanes» por entonces era sobre todo algo para adinerados, ya que en aquella época los frutos secos, en particular las almendras, eran alimentos relativamente caros. En los círculos estudiantiles consideraban que las almendras eran un remedio eficaz para atenuar la intoxicación y la resaca provocada por el consumo de alcohol; también era utilizado como alimento para el cerebro (nootrópico) en época de estudio y exámenes. En Francia se sabe que se produjo una variación, denominada Quatre mendiants, consistente en una combinación similar de frutos secos y frutas.
Esta mezcla de frutas secas también se utilizaba como nutracéutico para combatir diversas enfermedades en las que se necesitaba un refuerzo. También se conoce la variante Pfaff adicionada con especias, semillas confitadas de especias y regaliz.